# Śmiertelne zmęczenie
Śmiertelne zmęczenie (tytuł org. Grosse Fatigue) – francuska komedia obyczajowa z 1994 roku w reżyserii Michela Blanca. Wyprodukowany przez wytwórnię Gaumont i TF1 Films Production.
Premiera filmu miała miejsce 18 maja 1994 roku we Francji.

## Opis fabuły
W czasie trwania festiwalu w Cannes aktor Michel Blanc pada ofiarą dziwnych zdarzeń. W końcu zostaje aresztowany za próbę gwałtu. Na pomoc Michelowi przybywa jego przyjaciółka, Carole. Razem trafiają na trop sobowtóra Blanca, który bez skrupułów wykorzystuje sławę i pieniądze aktora.

## Obsada
Źródło: Filmweb
- Michel Blanc jako Michel Blanc / Patrick Olivier
- Carole Bouquet jako ona sama
- Roman Polański jako on sam
- Thierry Lhermitte jako ona sama
- Gérard Jugnot jako on sam
- Mathilda May jako ona sama
- Marie-Anne Chaze jako ona sama
- Dominique Lavanant jako ona sama
- Charlotte Gainsbourg jako ona sama
- Christian Clavier jako on sam

i inni